# Bill Boyd (coureur)
Bill Boyd (Drakesboro, Kentucky, 12 augustus 1915 – 18 december 1984) was een Amerikaans autocoureur. In 1951 en 1953 schreef hij zich in voor de Indianapolis 500, maar wist zich beide keren niet te kwalificeren. Deze races waren ook onderdeel van het Formule 1-kampioenschap.